# Przyrząd do obserwacji wybuchów jądrowych POW-1
Przyrząd do obserwacji wybuchów POW-1 – radziecki przyrząd do prowadzenia obserwacji obłoku promieniotwórczego wybuchu jądrowego podczas jego tworzenia się i kształtowania; używany między innymi w ludowym Wojsku Polskim.

## Charakterystyka przyrządu
Wprowadzony w latach 60. XX w. na wyposażenie pododdziałów chemicznych ludowego Wojska Polskiego przyrząd do obserwacji wybuchów POW-1 był pierwszym tego typu urządzeniem stosowanym w WP. Służył do prowadzenia obserwacji obłoku promieniotwórczego wybuchu jądrowego, określenia rodzaju wybuchu oraz do dokonywania pomiarów parametrów obłoku promieniotwórczego. Przy jego pomocy można było zmierzyć azymut kierunku na wybuch oraz wysokość lub szerokość kątową ukształtowanego obłoku jądrowego.
Przyrządy do obserwacji wybuchów jądrowych POW-1 stanowiły wyposażenie samochodów rozpoznania skażeń GAZ-69rs, a później BRDM-2rs, FUG-rs i UAZ-479rs. Znajdowały się również w wyposażeniu drużyn schemizowanych w wojskach lotniczych i marynarce wojennej.

## Budowa przyrządu
Przyrząd składał się z:
- urządzenia kątomierczego,
- lornetki pryzmatycznej z futerałem,
- trójnogu składanego,
- kompasu AK-3,
- dwóch sekundomierzy,
- tabeli i nomogramu do określania mocy wybuchu jądrowego,
- dziennika obserwacji wybuchów jądrowych,
- linijki i przyborów do pisania,
- metalowej skrzynki transportowej.